# 1110 en santé et médecine
| Années de la santé et de la médecine : 1107 - 1108 - 1109 - 1110 - 1111 - 1112 - 1113    |
| Décennies de la santé et de la médecine : 1080 - 1090 - 1100 - 1110 - 1120 - 1130 - 1140 |

Cet article présente les faits marquants de l'année 1110 en santé et médecine.

## Fondations
- Selon dom Grenier, fondation à Compiègne, par le roi Louis VI le Gros, d'une maladrerie Saint-Ladre ou Saint-Lazare près de la porte de Pierrefonds, à l'endroit appelé aujourd'hui cour de la Madeleine[1].
- Fondation, sur la route de Paris à Saint-Denis, d'une léproserie qui est à l'origine de la prison, puis de l'hôpital Saint-Lazare, définitivement fermé en 1998 et dont la chapelle sert aujourd'hui d'amphithéâtre à la faculté de médecine[2].
- Avant 1110 : des laïcs fondent à Angers une aumônerie Saint-Benoît probablement située dans le quartier de la Doutre, mais dont rien n'a été conservé[3].

## Publication
- Al-Jurjani (en) († 1136), médecin à Ispahan sous le règne des Khwârezm-Shahs, achève la première encyclopédie médicale rédigée en persan, le Zakhira-i Khwarizmshah (« Trésor du roi du Khwarezm »), ouvrage très  influencé par le Canon d'Avicenne[4],[5].

## Personnalité
- 1110-1161 : fl. Nizami Aruzi (en), écrivain et poète persan et, selon ses propres écrits, astronome et médecin, auteur en tout cas, en 1157, de « Quatre Discours » (Chahar maqala) dont le dernier porte sur la médecine[6],[7].

## Naissances
- Vers 1110 : Abraham ibn Daoud (mort vers 1180), médecin[8] et historien andalou[9].
- 1109 ? ou 1110[10],[11] ? : Ibn Tufayl (mort en 1185), philosophe, astronome, médecin et mathématicien andalou.
- 1110, 1118 ou 1120 : Mkhitar de Her (mort en  1200), médecin, physiologiste et astronome, généralement considéré comme « le père de la médecine classique en  Arménie[12],[13] ».

## Décès
- Pedro  de Alfonso (né à une date inconnue), médecin, astronome, traducteur de l'arabe, au service du roi d'Angleterre Henri Ier[14].